# كريغ شكسبير
كريغ روبرت شكسبير (26 أكتوبر 1963- 1 أغسطس 2024) مدرب كرة قدم إنجليزي ولاعب سابق هو المدرب المساعد الحالي لنورويتش سيتي.
وكان شكسبير يعمل في السابق كمدرب في وست بروميتش ألبيون وليستر سيتي وهول سيتي. وكان مديرا مؤقتا لفترة وجيزة في وست بروم في عام 2006، كما لعب دورا مماثلا في ليستر في فبراير 2017 قبل تعيينه مديرا في مارس. وعين مديرا دائما لليستر سيتي في 8 يونيو 2017 بعد توقيع اتفاق مدته 3 أعوام. وقد عمل منذ ذلك الحين مديرا مساعدا لكل من ايفرتون ووتفورد واستون فيلا وفريق انكلترا الوطني.

## مهنة اللعب
في أيام اللعب كان لاعب وسط هجومي، ففضل قدمه اليسرى وكان موقعه المفضل على الجانب الأيسر من وسط الملعب. وقد وقع كمتدرب في وولسال في سبتمبر 1979، تحول إلى مهني في نوفمبر 1981. شكسبير يقيم هدفه في تعادل كأس الدوري 2–2 ضد تشيلسي في أكتوبر 1984 كأفضل ما في مسيرته المهنية. في 1987–88 ساعد وولسال على الفوز بالصعود للدرجة الثانية من خلال المباراة الفاصلة، إنجاز وصفه منذ ذلك الحين بأنه أعظم إنجازاته في كرة القدم. لعب أكثر من 350 مباراة للسراجين، وسجل 59 هدفا، وفي عام 1989 انتقل إلى شيفيلد وينزداي، في القسم الأول آنذاك، مقابل رسم قدره 300,000 جنيه استرليني.
قضى أقل من عام في هيلسبورو، قبل الانتقال إلى ويست بروميتش ألبيون مقابل 275,000 جنيه استرليني. وقد أقام في ألبيون لأكثر من ثلاث سنوات، حيث قام بـ 128 مباراة في المجموع وأصبح أول من اختير لتنفيذ ركلات الجزاء. سجل مرتين من نقطة الجزاء في أول مباراة على الإطلاق في ألبيون في القسم الثالث، وهو الفوز 6-3 على إكستر سيتي في أغسطس 1991.
في عام 1993 حقق ألبيون الصعود، ولكن شكسبير انتقل إلى جريمسبي تاون، وانضم من جديد إلى ألان بوكلي الذي كان يلعب تحت عباءاته في وولسال. هو فيما بعد انتقل إلى سكونثورب يونايتد، ولعب أيضا لثلاثة نوادي من خارج الدوريات الكبرى قبل التقاعد.

## الوفاة
توفي كريغ شكسبير في 1 أغسطس 2024 عن عمر ناهز الستين.

## وصلات خارجية
- كريغ شكسبير على موقع قاعدة بيانات كرة القدم.إي يو (الإنجليزية)
- كريغ شكسبير على موقع Soccerbase.com (لاعب) (الإنجليزية)
- كريغ شكسبير على موقع Soccerbase.com (مدرب) (الإنجليزية)